# Budapest Bábszínház
A Budapest Bábszínház a budapesti színházak egyike, amely eredetileg a VI. kerületben az Andrássy úton, ma pedig három játszóhelyen működik.

## Története

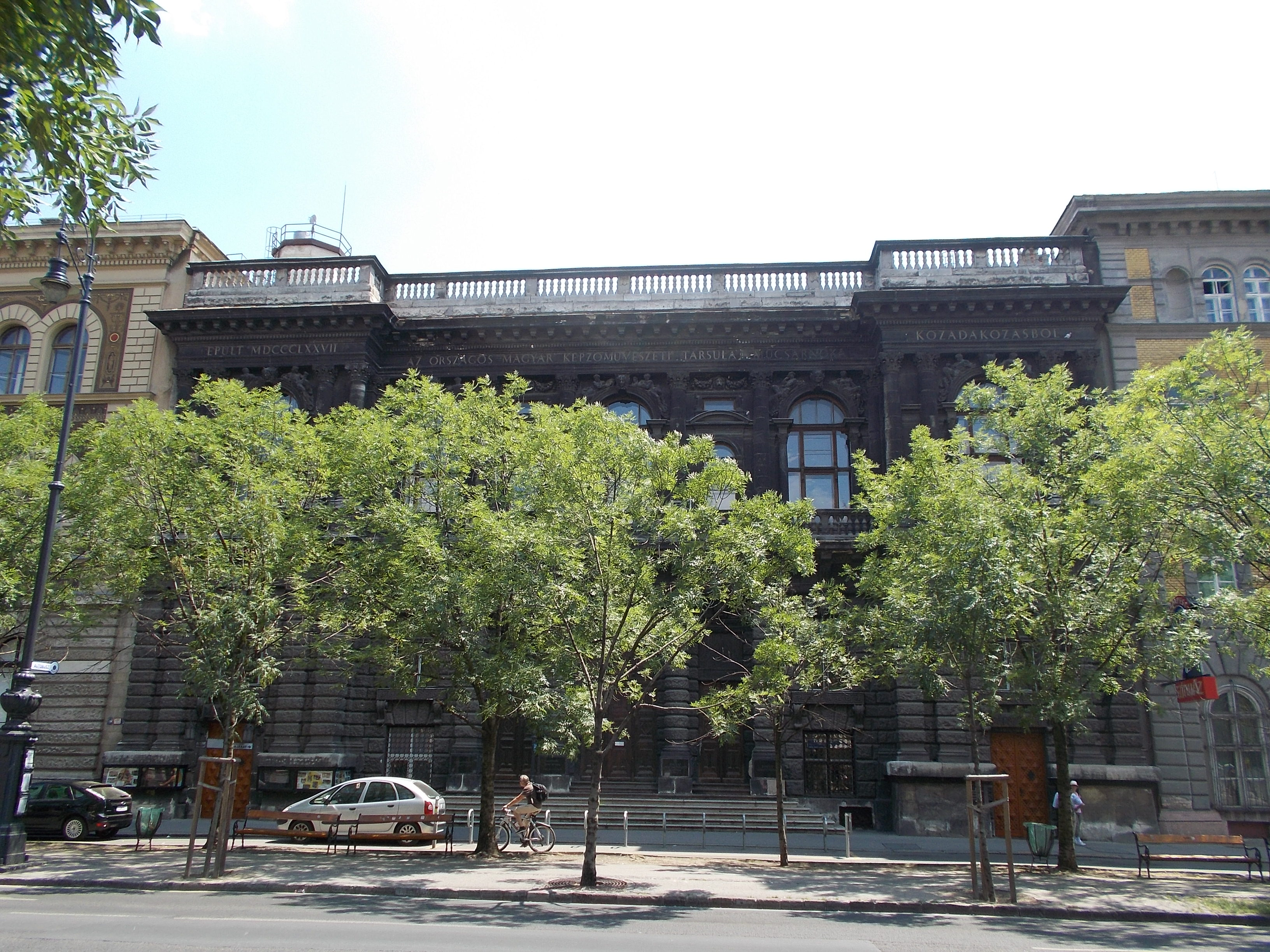
A színház regi épülete az Andrássy úton

1949 szeptemberében a Mesebarlang együttesből alakult meg az Állami Bábszínház, a korábbi Régi Műcsarnok, majd a Nemzeti Kamaraszínház játszóhelyén, az Andrássy út 69. szám alatt. A kezdetben kizárólag gyermekelőadásokat játszó intézmény 1951-től felnőtt darabokat is színre visz. 1971-től a Jókai tér 10. szám alatt játszott a színház, 1976 decemberében költöztek vissza a régi színház helyén felépült épületbe. A Jókai téri helyiség ezután az intézmény kamaraszínházaként működött tovább. 
1992-től az Állami Bábszínház Budapest Bábszínház néven folytatta tevékenységét. A Jókai téri épület ekkor került a Kolibri Színház tulajdonába.
A színház saját társulata napjainkban három játszóhelyen játszik gyermekeknek és felnőtteknek szóló bábelőadásokat. Az Andrássy úti épület a Magyar Képzőművészeti Egyetem birtokába került.

## Igazgatói
- Szilágyi Dezső (1958-1992)
- Villányi László[3]
- Meczner János (1994-2020)[4]
- Ellinger Edina (2020-)[5]

## Társulat (2024/2025)
- Ács Norbert
- Bánky Eszter
- Barna Zsombor
- Bartha Bendegúz
- Beratin Gábor
- Blasek Gyöngyi
- Csarkó Bettina
- Ellinger Edina
- Hannus Zoltán
- Hoffer Károly
- Juhász Ibolya
- Karádi Borbála
- Kemény István
- Kovács Judit
- Kovács Katalin
- Krucsó Rita
- L. Nagy Attila
- Márkus Sándor
- Pájer Alma Virág
- Pallai Mara
- Pethő Gergő
- Podlovics Laura
- Rusz Judit
- Spiegl Anna
- Szolár Tibor
- Tatai Zsolt
- Teszárek Csaba